# WUDDAYACALLIT
『WUDDAYACALLIT』（ワダヤコーリット）は成田昭次の1枚目のアルバム。

## 内容
男闘呼組活動休止以後のソロデビューシングル「永遠のひととき」と同時発売。全曲の作詞を小竹正人が担当した。アルバムタイトルの由来は「What do you call it?」という意味合いのスラングから来ている。

## 収録曲
1. WUDDAYACALLIT
2. BoRoBoLo
3. HOMETOWN BLUE
4. SUMMER シュプレヒコール
5. 永遠のひととき
6. 一日遅れのBaby Rose
7. SAYONARA
8. A PIECE OF JEWEL
9. 天使とALBATROSS
10. STAY IN MY EYES

作詞：小竹正人　作曲：成田昭次(#ALL)